# Та’авао, Ангус
Ангус Уилки Фаиумиолемау Та'авао (род. 22 марта 1990 года) новозеландский регбист, играющий на позиции столба. В настоящее время выступает за клуб Чифс в Супер Регби и за Окленд во внутреннем чемпионате Новой Зеландии Кубке Mitre 10.

## Карьера
В профессиональном регби дебютировал за Окленд в 2010 году, единственный раз выйдя на поле, и сразу отметился попыткой.
Дебют в Супер Регби за Блюз состоялся 2 марта 2012 года в игре с Чифс. В 7 матчах, в которых Та'авао принимал участие его команда сумела победить только 1 раз.
В 2016 году подписал контракт с австралийским клубом Уаратаз, за который провел 22 матча, отметившись тремя попытками.
В 2018 году вернулся в Новую Зеландию, подписав контракт с Чифс. 
В том же году получил вызов в сборную Новой Зеландии и в рамках Регби Чемпионшип 2018 дебютировал за сборную в игре с Аргентиной. В стартовом составе вышел в игре с Японией
В 2019 году получил вызов в сборную на Кубок мира 2019, сыграв в каждом матче All Blacks и завоевал бронзовые медали.